# Авен сюр Елп
 Тази статия е за града във Франция.  За окръга вижте Авен сюр Елп (окръг).  
Авѐн сюр Елп (на френски: Avesnes-sur-Helpe) е град в северна Франция, административен център на окръг Авен сюр Елп в департамента Нор на регион О дьо Франс. Населението му е около 4 200 души (2020).
Разположен е на 170 метра надморска височина в западния край на Ардените, на 14 километра западно от границата с Белгия и на 38 километра югоизточно от Валансиен. През Средновековието селището е част от графство Ено, като е присъединено към Франция през 1659 година. Между март и септември 1918 година, по време на Първата световна война в него е разположено германското командване на Западния фронт.